# Markus Werba

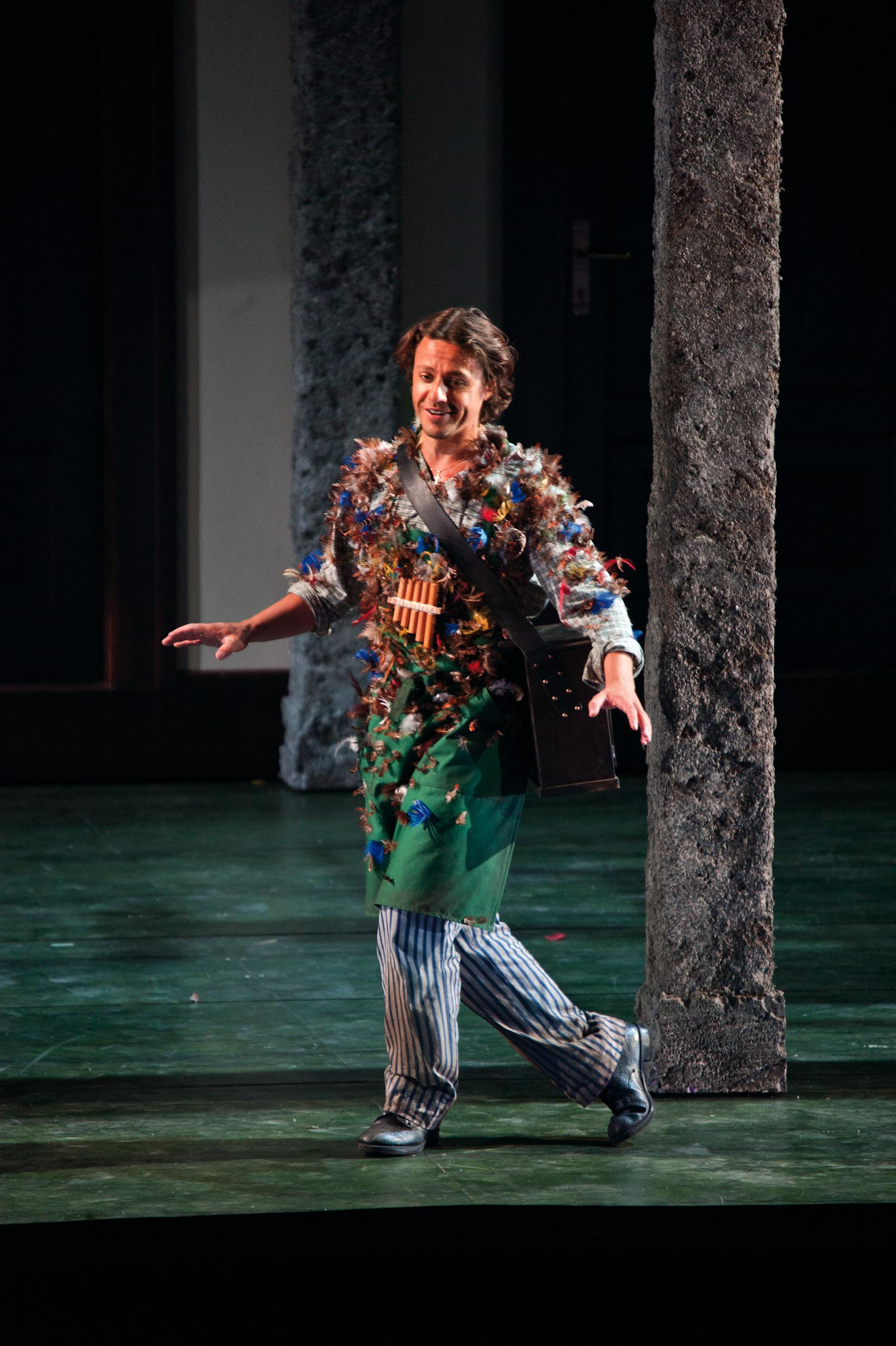
Als Papageno bei den Salzburger Festspielen 2012

Markus Werba (* 14. November 1973 in Villach, Österreich) ist ein österreichischer Opernsänger (Bariton).

## Leben
Mit 16 Jahren begann Markus Werba seine Karriere mit der Gesangsausbildung. Es folgte ein Studium an der Musikhochschule Klagenfurt und an der Universität für Musik und darstellende Kunst Wien bei Ralf Döring. Seine weitere Gesangsausbildung setzte er bei Robert Holl und Walter Berry fort. Sein besonderes Engagement gilt den Baritonstimmen als Graf Almaviva, Don Giovanni, Guglielmo und Papageno in Wolfgang Amadeus Mozarts Opern.
In den Jahren 1998–2000 war Werba Mitglied im Ensemble der Wiener Volksoper. Er nahm an zahlreichen internationalen Wettbewerben teil. Weitere berufliche Stationen waren unter anderem die Salzburger Festspiele, das Royal Opera House Covent Garden, die Metropolitan Opera, das Opernhaus Zürich, die Hamburgische Staatsoper, die Bayerische Staatsoper, die Komische Oper Berlin, das Teatro dell’Opera di Roma, das Piccolo Teatro di Milano, das Teatro Comunale di Bologna in Bologna und das Teatro Malibran in Venedig.
Seine erste CD entstand zusammen mit Julius Drake und beinhaltet Stücke von Ludwig van Beethoven, Franz Schubert, Robert Schumann und Hugo Wolf. 
An der Seite seines Lehrers Walter Berry (als Erster Priester bzw. Sprecher) sang Markus Werba den Papageno in Mozarts Zauberflöte im Januar 2000 in einer Produktion des Salzburger Landestheaters (Inszenierung: Harry Kupfer). Bei den Seefestspielen Mörbisch 2002 übernahm er die Rolle des Bonifaz Graf Káncsiánu, genannt Boni, in der Die Csárdásfürstin von Emmerich Kálmán – mit Vera Schoenenberg in der Titelpartie und Rudolf Bibl am Pult. Einem Zufall war es zu verdanken, dass Werba sein Debüt als Papageno 2005 bei den Salzburger Festspielen geben konnte. Der ursprünglich für die Besetzung des Papageno vorgesehene Simon Keenlyside konnte sein Engagement verletzungsbedingt nicht wahrnehmen, sodass Werba an dessen Stelle trat. 2012 sang er diese Rolle in der Salzburger Festspielproduktion unter Nikolaus Harnoncourt. Zusammen mit den Künstlern Charles Spencer, Julius Drake, Graham Johnson und Helmut Deutsch engagierte er sich auch als Liedsänger und sang u. a. geistliche und sinfonische Werke von Brahms, Mozart und Orff.
Werba ist ein Großneffe von Erik Werba.